# Hoffmann und Campe

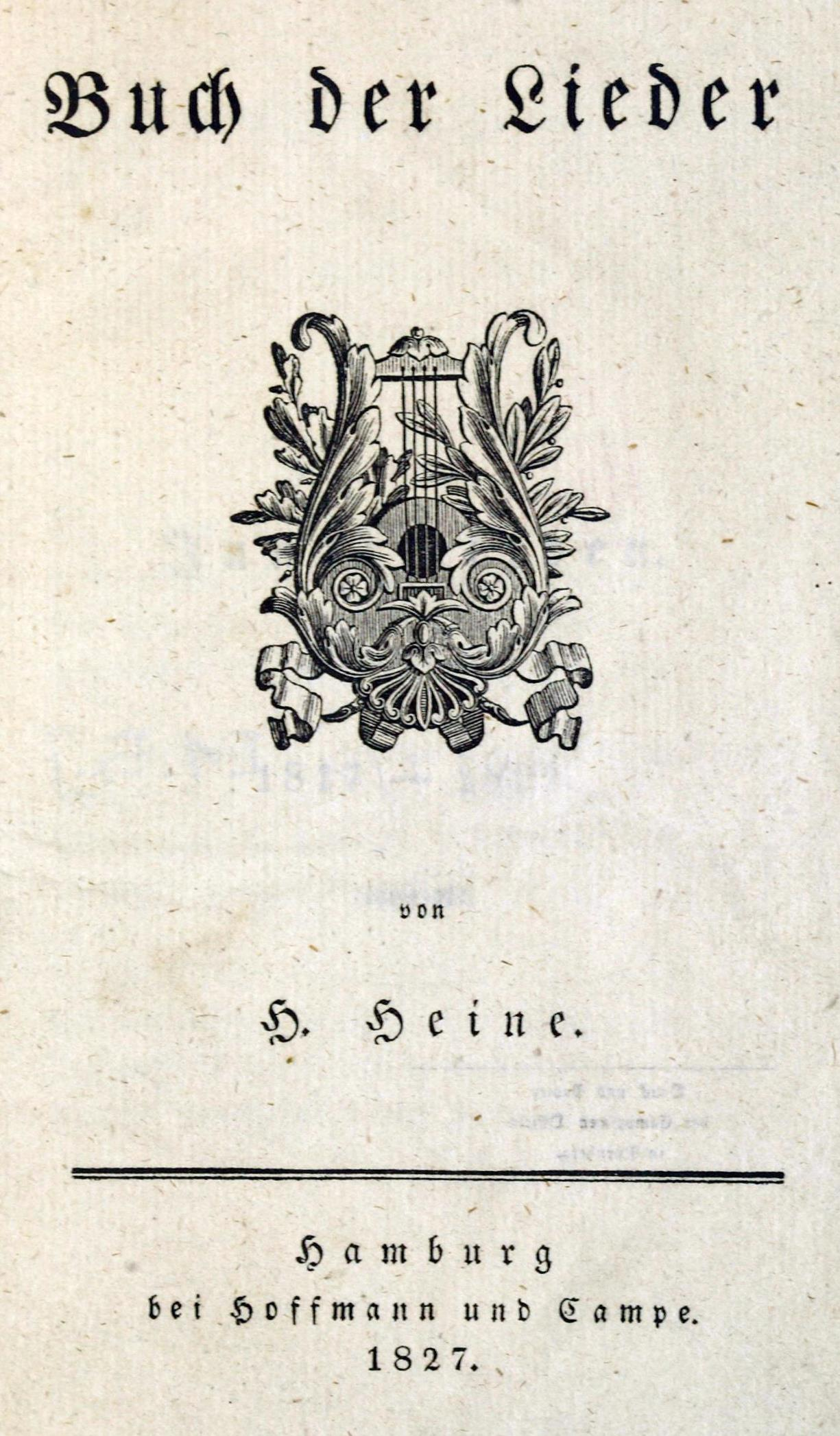
Heinrich Heine: Buch der Lieder, erschienen 1827 bei Hoffmann und Campe

Hoffmann und Campe ist ein Buchverlag in Hamburg und Teil der Ganske-Verlagsgruppe.

## Geschichte und Programm
Der Verlag wurde 1781 von Benjamin Gottlob Hoffmann (1748–1818) gegründet. Der Verlag musste 1810, während der Hamburger Franzosenzeit, mit dem Verlag seines Schwiegersohns August Campe (1773–1836) fusionieren und wurde von Julius Campe (1792–1867) zu einem der großen deutschen Literaturverlage aufgebaut. Die Frühzeit des Verlages wurde von Autoren wie Heinrich Heine, Friedrich Hebbel, Ludwig Börne und anderen jungen und rebellischen Schriftstellern aus dem Kreis des sogenannten Jungen Deutschlands geprägt.
Heute zeichnet sich das Programm des Verlags vor allem aus durch politische Sachbücher – so haben u. a. Helmut Schmidt, Gerhard Schröder, Peer Steinbrück, Christian Lindner und Hans-Dietrich Genscher bei Hoffmann und Campe veröffentlicht –, Biographien von Prominenten wie Arnold Schwarzenegger, Wolfgang Joop oder Wolfgang Niedecken, ferner durch Werke internationaler Bestseller-Autoren im Belletristik-Bereich, wie Patricia Cornwell oder Jeannette Walls, sowie durch das belletristische Werk wichtiger deutschsprachiger Autoren wie Matthias Politycki, Gerhard Henschel, Benjamin Lebert, Wolf Haas oder Andrea Maria Schenkel. Daneben ist der Verlag Heimat von Literatur-Nobelpreisträgern wie V. S. Naipaul, José Saramago und Doris Lessing.
Ab 1948 erschien die Zeitschrift Merian – Das Monatsheft der Städte und Landschaften. 1950 kauft Kurt Ganske (1905–1979) den Verlag. Im Jahr 1969 wurde der Heinrich Heine Verlag übernommen. Der Verlag beteiligte sich 1978 am Deutschen Taschenbuch Verlag. Der erste Merian-dtv-Reiseführer kam 1981 auf den Markt. Die Wochenzeitung Die Woche erschien von 1993 bis 2002 in Kooperation mit dem Jahreszeiten Verlag. 1990 kaufte H&C den Gräfe und Unzer Verlag aus München. Die deutsche Ausgabe des Guinness Buch der Rekorde wurde im Guinness Verlag, einem seit 1996 bestehenden Joint Venture von H&C und United Distillers & Vintners (Europe), herausgegeben. Seit 1996 ist Hoffmann und Campe auch im Bereich Hörbuch engagiert. 1999 erwarb der Verlag den Münchner LexMA Verlag.
Eine außergewöhnliche Verbindung pflegte der Hoffmann und Campe Verlag mit dem im Jahr 2014 verstorbenen Siegfried Lenz: Seit 1951 veröffentlichte der weltberühmte Nachkriegsautor alle seine Romane, Erzählungen, Essays und Bühnenwerke im Hoffmann und Campe Verlag. Von der treuen Verbundenheit des Erzählers mit seinem Verlag zeugt auch eine Rede des Verlegers Thomas Ganske zum 80. Geburtstag von Lenz, die mit den Worten endet: „Ich habe diese Treue nie für selbstverständlich genommen, sie war auch sicher nicht immer die einfachste Lösung. Ich sehe sie als ein Geschenk, als einen Glücksfall für den Hoffmann und Campe Verlag.“
Im Jahr 2003 erschien bei Hoffmann und Campe mit großem PR-Aufwand das autobiografische Sachbuch Mitten in Afrika von Ulla Ackermann. Der Bestseller wurde nach wenigen Monaten von aufmerksamen Lesern als Fälschung entlarvt. Den Verantwortlichen des Verlags selbst waren die teilweise haarsträubenden Übertreibungen und Widersprüche des Werkes nicht aufgefallen. Erst als erdrückende Beweise gegen die Authentizität des Lebensberichts vorlagen, rief der Verlag alle Exemplare aus dem Buchhandel zurück.
2010 veröffentlichte Hoffmann und Campe eine Faksimile-Edition der zuvor als verschollen angesehenen Handschrift Französische Zustände von Heinrich Heine, mit einem Essay von Martin Walser, Einzelbögen und einem Begleitband.
Im Oktober 2014 erhielt der Hoffmann-und-Campe-Autor Jaron Lanier den Friedenspreis des Deutschen Buchhandels, sein Buch Wem gehört die Zukunft? hat bis heute über 50.000 Exemplare verkauft und war in der Top 10 der Spiegel-Bestsellerliste vertreten.
Von September 2013 bis Juni 2017 war Daniel Kampa (vorher Diogenes Verlag, Zürich) verlegerischer Geschäftsführer. Er folgte auf Günter Berg, der den Verlag von 2004 bis 2013 leitete. Auf Kampa, der sich im Herbst 2018 mit dem Kampa Verlag selbstständig machte, folgte Birgit Schmitz als Programm-Verlagsleiterin, die den Verlag zusammen mit Thomas P. J. Feinen als kaufmännischer Geschäftsführer bis September 2019 leitete. Ihr Nachfolger wurde Tim Jung.
Im Frühjahr 2019 veröffentlichte Hoffmann und Campe zusammen mit dem Katapult-Magazin das Karten-Buch 100 Karten, die deine Sicht auf die Welt verändern. Dabei wurden das Cover, der Titel, der Satz, das Layout und das Korrektorat von den Katapult-Machern übernommen. Im April 2020 wurde dann von Hoffmann und Campe unter Mitarbeit zweier freier Autoren der Zeit ein optisch wie inhaltlich ähnliches Buch herausgebracht (Gute Karten – Deutschland, wie Sie es noch nie gesehen haben). Der Herausgeber des Katapult-Magazins Benjamin Fredrich warf daraufhin dem Verlag und dessen Autoren Fischer und Mensch vor, das Buch und dessen Inhalte fast vollständig vom Katapult-Magazin kopiert zu haben. Der Hoffmann und Campe Verlag wies diese Vorwürfe entschieden zurück.

## Hoffmann und Campe X
Hoffmann und Campe X ist eine eigenständige GmbH innerhalb der Ganske Gruppe mit dem Schwerpunkt Content Marketing. Die Content-Marketing-Unit produziert Medien für Unternehmen. Beispiele sind das BMW Magazin, results für die Deutsche Bank, Stories für die Thalia-Buchhandlungen, Buchreihen für ZF Friedrichshafen, Kampagnen wie Mannis Räuberjagd für die Hamburger Sparkasse oder das Wempe Magazin. Bis Mitte 2016 hieß die 1996 gegründete Verlagstochter Hoffmann und Campe Corporate Publishing GmbH, sie wurde anlässlich des Best of Content Marketing im Sommer 2016 umbenannt.

## Atlantik Verlag
Der Hoffmann und Campe Verlag gründete den Atlantik Verlag, dessen erstes Programm zum Frühjahr 2014 erschien. Das Programm besteht aus belletristischen Werken, Sachbüchern und Geschenkbüchern. Auch Anthologien werden im Atlantik Verlag veröffentlicht. Zu den Autoren des Herbstprogrammes 2014 zählen beispielsweise Ece Temelkuran, Christopher Morley und Hélène Grémillon. In Verbindung mit der Neuherausgabe der Werke von Georges Simenon durch Daniel Kampa werden die Taschenbuchausgaben sämtlicher Maigret-Romane sowie von 50 Non-Maigret-Romanen bei Atlantik erscheinen, wie im Januar 2018 bekannt wurde.

## Verlagsgebäude
1941, als die Familie Ganske mit 50 Prozent der Anteile in den Verlag Hoffmann und Campe einstieg, lag er noch in der Hamburger Innenstadt im Gebäudekomplex Neuer Wall 70/74. In den 1950er Jahren zog Hoffmann und Campe in den Harvestehuder Weg. Der Verlagskomplex aus vier Häusern mit unterschiedlicher Geschichte und Architektur befindet sich auf dem Areal
Harvestehuder Weg Nr. 41 bis 45.